# 西馬込
西馬込（日语：／ Nishi-magome */?）是東京都大田區的町名。現行行政地名為西馬込一丁目與西馬込二丁目。2016年10月1日為止的人口有6,032人。郵遞區號為143-0026。

## 地理
位於東京都大田區北部。北至橫須賀線（品鶴線）、東海道新幹線，接中馬込。東至第二京濱，接南馬込。南部與西部接仲池上。幹道沿線可見大樓，其餘以住宅地為主。
一丁目面積約2.1公頃（約6400坪）的東京都交通局馬込車輛工場在2004年6月廢止，2009年3月由學校法人立正大學學園收購作為立正大學附屬立正中學校、高等學校新校地，2013年4月正式遷入。

## 歷史
根據1947年（昭和22年）的空照圖，西馬込2丁目為一片田野，如今僅剩一處保有農地。現在文化堂超市的所在地，在40年以前是蔬菜的收集站。當時，大田區西馬込2-34的馬込網球俱樂部的網球場下方兩公尺處挖出古墓。分析過後應該是千年以上的關東武士之墓。

### 地名由來
意為馬込地區西部。

## 交通
東端國道1號（第二京濱）下有都營地下鐵淺草線西馬込站。另外還可利用附近的巴士路線。
- 東急巴士 反01系統 五反田站-川崎站西口北
- 東急巴士 反02系統 五反田站-池上警察署

## 設施
- Life Community（ライフコミュニティ）西馬込
- 大田區立馬込中學校
- 大田區立馬込西公園
- 大田區立馬込百合木公園
- 大田區立馬込二本木公園
- 東京都水道局馬込給水場
- 西馬込郵便局
- 馬込網球俱樂部
- 馬込友好幼稚園
- 閻魔堂
- 西二稻荷

## 備註
1. ↑  .   [2016-11-03]. （原始内容存档于2021-03-01）.
2. ↑  .   [2013-08-20]. （原始内容存档于2012-04-20）.